# Самойловка (Саратовска област)
Самойловка (на руски: Самойловка) е селище от градски тип в Русия, административен център на Самойловски район, Саратовска област. Населението му към 1 януари 2018 година е 6678 души.